# عبد الرحيم الوكيلي
عبد الرحيم الوكيلي (12 ديسمبر 1970 - 18 ديسمبر 2023)، هو لاعب كرة القدم مغربي. لعب مع منتخب المغرب لكرة القدم. سبق له أن لعب في كأس العالم لكرة القدم مع منتخب بلاده.

## وفاته
توفي عبد الرحيم الوكيلي في 18 ديسمبر 2023 عن عمر ناهز الثالثة والخميس.

## روابط خارجية
- عبد الرحيم الوكيلي على موقع الاتحاد الدولي (مؤرشف)  (الإنجليزية)
- عبد الرحيم الوكيلي على موقع قاعدة بيانات كرة القدم.إي يو (الإنجليزية)
- عبد الرحيم الوكيلي على موقع بيانات كرة القدم. دي إي (الألمانية)
- عبد الرحيم الوكيلي على موقع ناشيونال فوتبول تيمز (الإنجليزية)
- عبد الرحيم الوكيلي على موقع Soccerway.com (الإنجليزية)
- عبد الرحيم الوكيلي على موقع عالم كرة القدم.نت (الإنجليزية)